# Pseudofusicoccum
Pseudofusicoccum is een geslacht van schimmels behorend tot de familie Botryosphaeriaceae. De typesoort is Pseudofusicoccum stromaticum.

## Soorten
Volgens Index Fungorum telt het geslacht negen soorten (peildatum september 2023):
| Soortnaam                      | Auteur(s)                                                       | Publicatiejaar |
| ------------------------------ | --------------------------------------------------------------- | -------------- |
| Pseudofusicoccum adansoniae    | Pavlic, T.I. Burgess & M.J. Wingf.                              | 2008           |
| Pseudofusicoccum africanum     | Marinc., Jami & M.J. Wingf.                                     | 2020           |
| Pseudofusicoccum ardesiacum    | Pavlic, T.I. Burgess & M.J. Wingf.                              | 2008           |
| Pseudofusicoccum artocarpi     | Trakun., L. Lombard & Crous                                     | 2014           |
| Pseudofusicoccum calophylli    | Jayasiri, E.B.G. Jones & K.D. Hyde                              | 2019           |
| Pseudofusicoccum kimberleyense | Pavlic, T.I. Burgess & M.J. Wingf.                              | 2008           |
| Pseudofusicoccum olivaceum     | Mehl & Slippers                                                 | 2011           |
| Pseudofusicoccum stromaticum   | (Mohali, Slippers & M.J. Wingf.) Mohali, Slippers & M.J. Wingf. | 2006           |
| Pseudofusicoccum violaceum     | Mehl & Slippers                                                 | 2011           |